# Кузнецов, Алексей Игоревич (хоккеист)
Алексей Игоревич Кузнецо́в (род. 1 февраля 1983, Усть-Каменогорск) — казахстанский хоккеист, вратарь. Функционер.

## Биография
Родился 1 февраля 1983 года в Усть-Каменогорске. Воспитанник школы «Торпедо» (Усть-Каменогорск) и ДЮСШ «Авангард» (Омск). Вместе с группой ребят 1983 года рождения и своим тренером С. Р. Герсонским переехал из Усть-Каменогорска в Омск в 1995 году. Играл в нескольких клубах Казахстана и России.
В 2012 году окончил Высшую школу тренеров Сибирского государственного университета физической культуры и спорта. Серебряный призёр чемпионата России 2012 года. В ноябре 2012 перешёл по обмену из «Авангарда» в «Амур».. В мае 2013 подписал контракт с «Югрой».
Играл за сборную Казахстана.
В сезоне 2015—2016 стал чемпионом Казахстана в составе клуба «Бейбарыс».
В 2016 году, завершив игровую карьеру, стал тренером по вратарям ХК «Барыс» КХЛ.
19 июля 2018 года стал начальником команды «Сарыарка». 23 мая 2019 года назначен генеральным менеджером клуба. 30 мая 2020 года покинул пост в связи с истечением срока контракта.
С 15 января 2021 года старший тренер по вратарям академии «Авангард» Омск.